# Vijavka

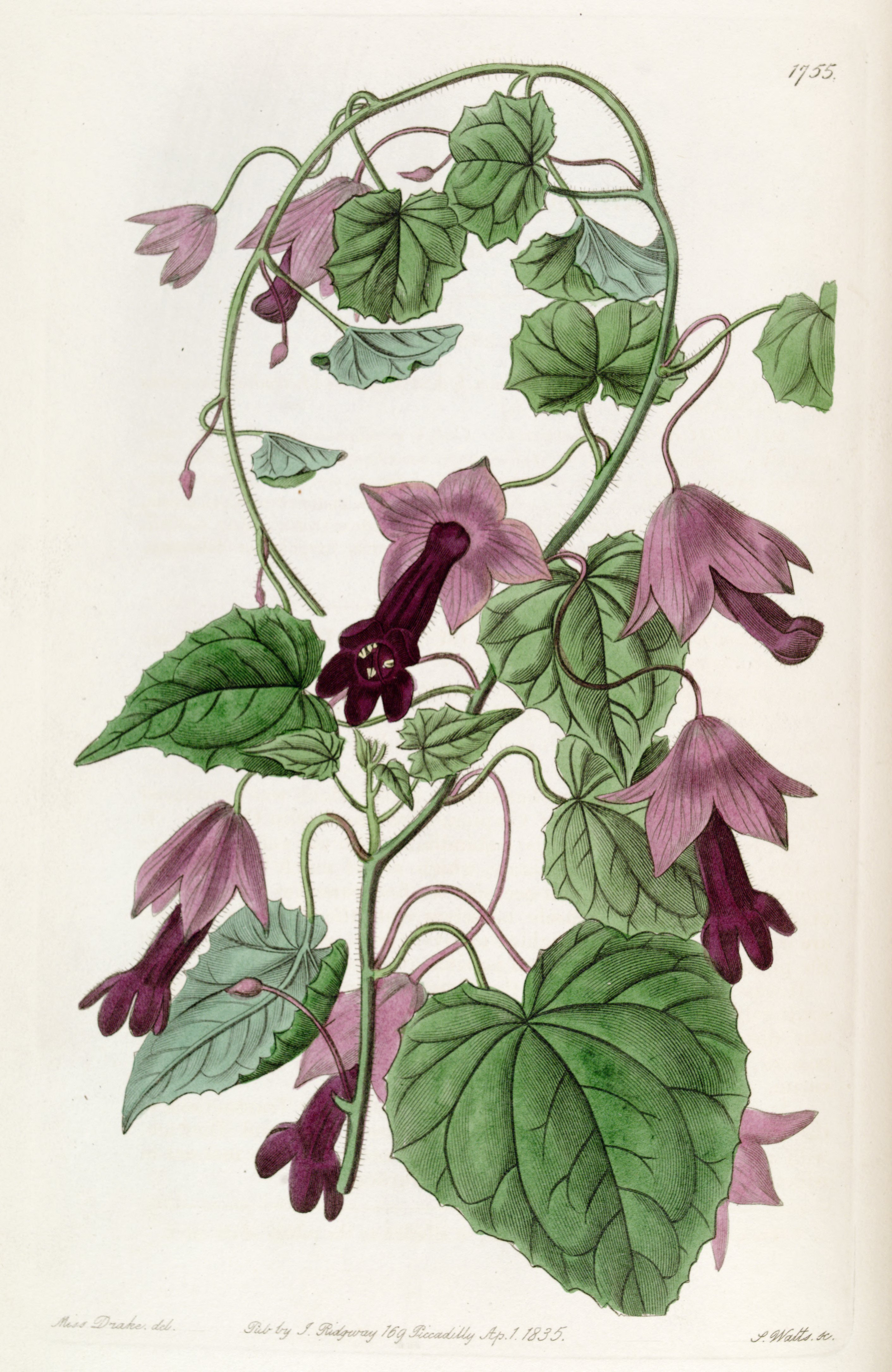
Ilustrace vijavky tmavočervené z roku 1836

Vijavka (Rhodochiton), česky též rodochiton, je rod rostlin z čeledi jitrocelovité. Jsou to popínavé vytrvalé byliny se střídavými srdčitými listy a zajímavě tvarovanými převislými květy, které jsou v přírodě opylovány kolibříky. Plodem je kulovitá tobolka. Rod zahrnuje 3 druhy, rostoucí v horských mlžných lesích v jižním Mexiku a Guatemale.
Vijavka tmavočervená je pěstována jako okrasná letnička.

## Popis
Vijavky jsou popínavé byliny s větvenou, na bázi dřevnatějící lodyhou a ovíjivými řapíky. Rostliny jsou řídce žláznatě chlupaté až lysé. Listy jsou jednoduché, řapíkaté, na lodyze střídavé, se srdčitou až trojúhelníkovitou, nepravidelně zubatou až téměř celokrajnou čepelí s dlanitou žilnatinou. Květy jsou stopkaté, převislé. Kalich je růžový, purpurový nebo zelený, široce nálevkovitý až zvonkovitý, pravidelný, nafouklý, mělce pětilaločný. Koruna je tmavě růžovopurpurová až purpurově černá, trubkovitá, téměř pravidelná, zakončená lehce pyskatým lemem. Tyčinky jsou 4, dvojmocné až téměř stejně dlouhé. Mimo nich je v květech přítomno zakrnělé sterilní staminodium. Semeník je podlouhle kulovitý a obsahuje dvě komůrky.
Plodem je kulovitá tobolka, obsahující mnoho drobných semen opatřených dvěma podélnými křídly.

## Rozšíření
Rod vijavka zahrnuje 3 druhy a je rozšířen v Mexiku a Guatemale. Všechny tři druhy rostou v horských mlžných lesích a mají relativně nevelké areály rozšíření. Vijavka tmavočervená pochází ze severních oblastí jihomexického státu Oaxaca, kde roste v podrostu a na mýtinách boro-dubových horských mlžných lesů v nadmořských výškách 1400 až 3500 metrů. Rhodochiton hintonii roste ve státě Guerrero, kde obývá lesy obdobného charakteru v pohoří Sierra Madre del Sur v nadmořských výškách 2500 až 2750 metrů. Druh Rhodochiton nubicola je rozšířen v horských mlžných lesích ve státě Chiapas v jihovýchodním Mexiku a v přilehlých oblastech Guatemaly. Vyskytuje se v nadmořských výškách 1300 až 3000 metrů.

## Ekologické interakce
Květy vijavky tmavočervené jsou opylovány kolibříky.

## Taxonomie
Rod Rhodochiton je v rámci čeledi Plantaginaceae řazen do tribu Antirrhineae a podtribu Maurandyinae. V minulosti byl součástí čeledi Scrophulariaceae.
Rod byl v minulosti často vřazován do příbuzného rodu Lophospermum.

## Zástupci
- vijavka tmavočervená (Rhodochiton atrosanguineum)[1]

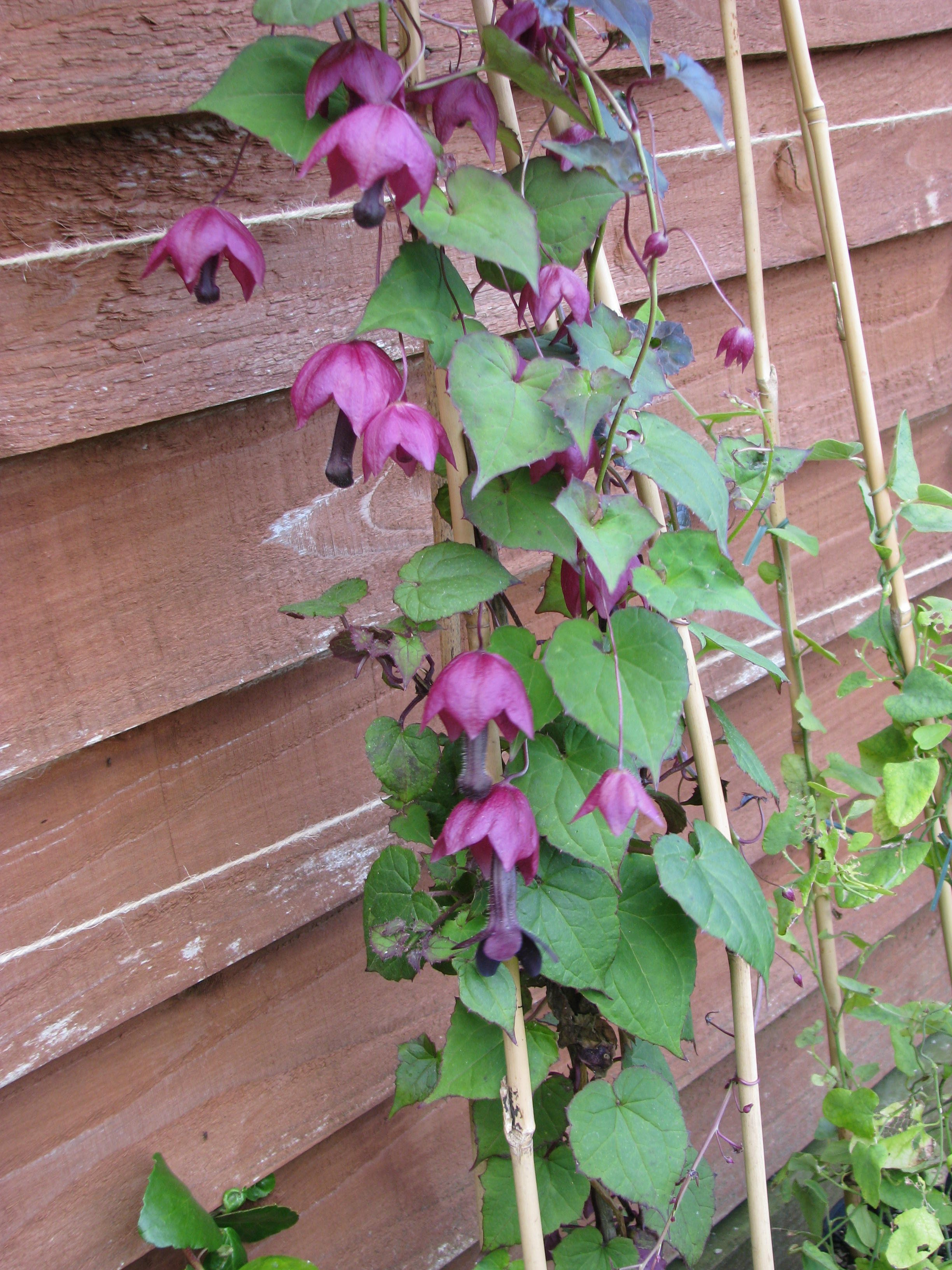
Vijavka tmavočervená jako okrasná popínavka

## Význam
Vijavka tmavočervená je pěstována jako okrasná popínavá rostlina se zajímavě tvarovanými květy. Není odolná vůči mrazu a v oblastech mírného pásu se většinou pěstuje jako letnička. Vyžaduje výslunné stanoviště a propustnou půdu. Kvete od léta do podzimu. Lze ji pěstovat jako kbelíkovou rostlinu s konstrukcí pro popínání anebo převisle v závěsném květináči. Nejlépe roste, když má kořeny ve stínu. Množí se výsevem semen časně na jaře. Ostatní druhy v kultuře nejsou.